# Trigonon pacificum
Trigonon pacificum är en insektsart som beskrevs av Crawford 1920. Trigonon pacificum ingår i släktet Trigonon och familjen rundbladloppor. Inga underarter finns listade i Catalogue of Life.